# Innerschwand am Mondsee
Innerschwand am Mondsee är en ort och kommun i Österrike. Den ligger i distriktet Vöcklabruck i förbundslandet Oberösterreich, 210 kilometer väster om huvudstaden Wien. 
Kommunen består av två orter (Ortschaften) (inom parentes invånarantal 1 januari 2024):
- Au (157)
- Innerschwand am Mondsee (1 108)